# Viirinneva
Viirinneva är en sumpmark i Finland. Den ligger i Siikalatva i landskapet Norra Österbotten, i den centrala delen av landet, 500 km norr om huvudstaden Helsingfors.